# Asteromyia gutierreziae
Asteromyia gutierreziae är en tvåvingeart som beskrevs av Ephraim Porter Felt 1916. Asteromyia gutierreziae ingår i släktet Asteromyia och familjen gallmyggor. Inga underarter finns listade i Catalogue of Life.